# Maison natale de Novak Radonić
La maison natale de Novak Radonić (en serbe cyrillique : Родна кућа Новака Радонића ; en serbe latin : Rodna kuća Novaka Radonića) est située à Mol, dans la province autonome de Voïvodine, dans la municipalité d'Ada et dans le district du Banat septentrional en Serbie. Elle est inscrite sur la liste des monuments culturels de grande importance de la république de Serbie (identifiant no SK 1145).

## Présentation
La maison a été construite au début du XIXe siècle ; conçue comme un bâtiment de plain-pied, sa façade principale se termine par un « kalkan », une sorte de tympan aux lignes courbes que l'on retrouve dans l'architecture de la Voïvodine de cette époque. La cour de la maison abrite des dépendances et, notamment, un « ambar », c'est-à-dire un grenier dont l'entrée est située en hauteur pour protéger les céréales des animaux nuisibles, et un vajat, une petite construction en bois servant à l'entreposage et, traditionnellement, au logement d'un jeune couple.
Cette maison a vu naître en 1926, le peintre et écrivain Novak Radonić qui, dans son style, hésite entre le rationnel et l'émotionnel, c'est-à-dire aussi entre le classicisme et le romantisme. En tant que peintre, on lui doit des portraits, des compositions religieuses et des compositions historiques à valeur allégorique.
La maison natale de Novak Radonić s'est effondrée en 2006.